# Monasterio de Sant Joan les Fonts
El monasterio de San Juan las Fonts está situado en la población de San Juan de Fuentes de la provincia de Gerona (España).

## Historia
En el año 1079 Udalard Bernat (señor del Castillo de Milany) y su mujer Ermessenda (señora de Beuda y Montagut), vizcondes de Besalú, como propietarios lo cedieron al monasterio de San Víctor de Marsella, que fundó un priorato benedictino. La iglesia del monasterio se consagró en el año 1117. Durante el año 1424 pasó a depender de San Pedro de Besalú, situación en la que permanecería hasta 1592, cuando se unió a San Pedro de Camprodón. La iglesia dependió del monasterio de San Pedro de Camprodón hasta la desamortización de Mendizábal.
Fue declarado monumento nacional en 1981, y restaurado a finales del siglo XX.

## El edificio
Su construcción es de tres naves, sin crucero, acabadas con tres ábsides, uno de los cuales fue derruido para construir la sacristía en el siglo XVIII.
La nave central tiene cubierta de bóveda de cañón apuntada, con semicolumnas adosadas con capiteles corintios de las que arrancan los arcos torales para reforzar la nave y que la dividen en cuatro tramos. Se comunica con las laterales por medio de arcos de medio punto y sus bóvedas son de cuarto de círculo. En el ábside central hay una ventana con columnas de capiteles corintios y una cornisa con hojas y pájaros.
Importante es la pila bautismal, de grandes proporciones, semiesfeérica, decorada a manera de cenefa con figuras, entre otras hay la representación de la muerte de san Juan Bautista, patrón de la iglesia.
En el museo de Arte de Gerona se conserva una talla en madera de un Cristo Majestad policromado, datado del primer cuarto del siglo XII.
En el exterior, la puerta de acceso está formada por tres arcos de medio punto en degradación, tiene dintel y tímpano lisos y por encima de ella hay un rosetón. Los ábsides tienen decoración lombarda de friso de dientes de sierra y arcuaciones ciegas, en el central las arcuaciones están sostenidas por semicolumnas y la ventana central decorada con una arquivolta y columnas como en el interior.